# Asclepias asperula
Asclepias asperula es una especie fanerógama perteneciente a la familia de las apocináceas.
Es nativa del suroeste de Estados Unidos y el norte de México. 

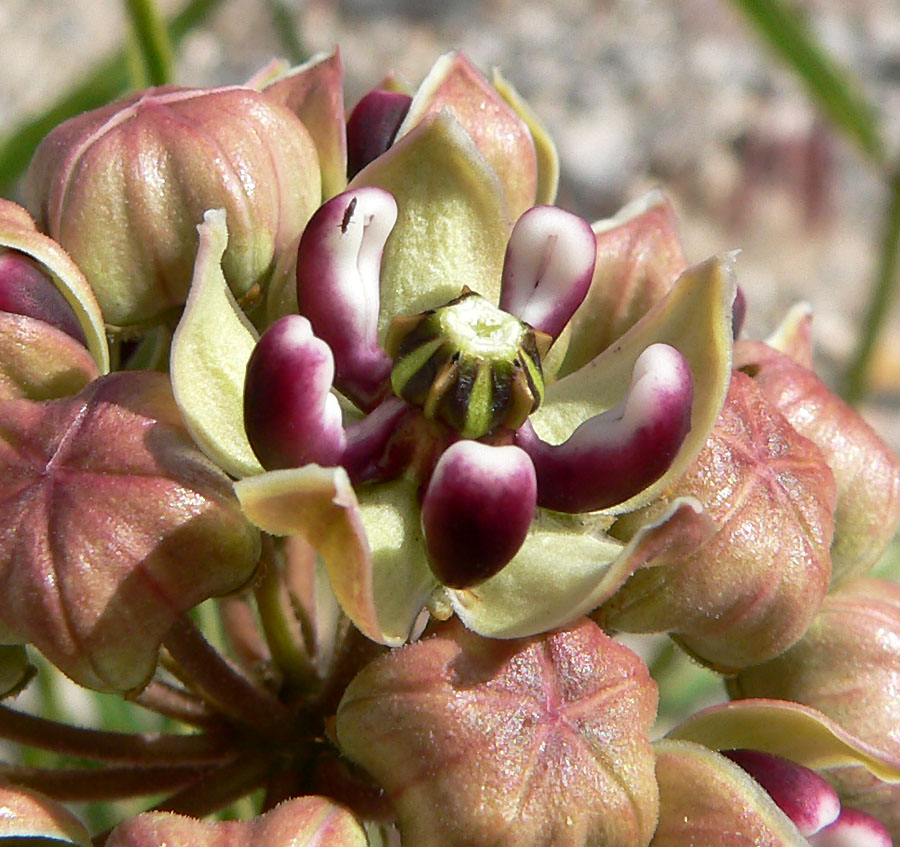
Inflorescencia

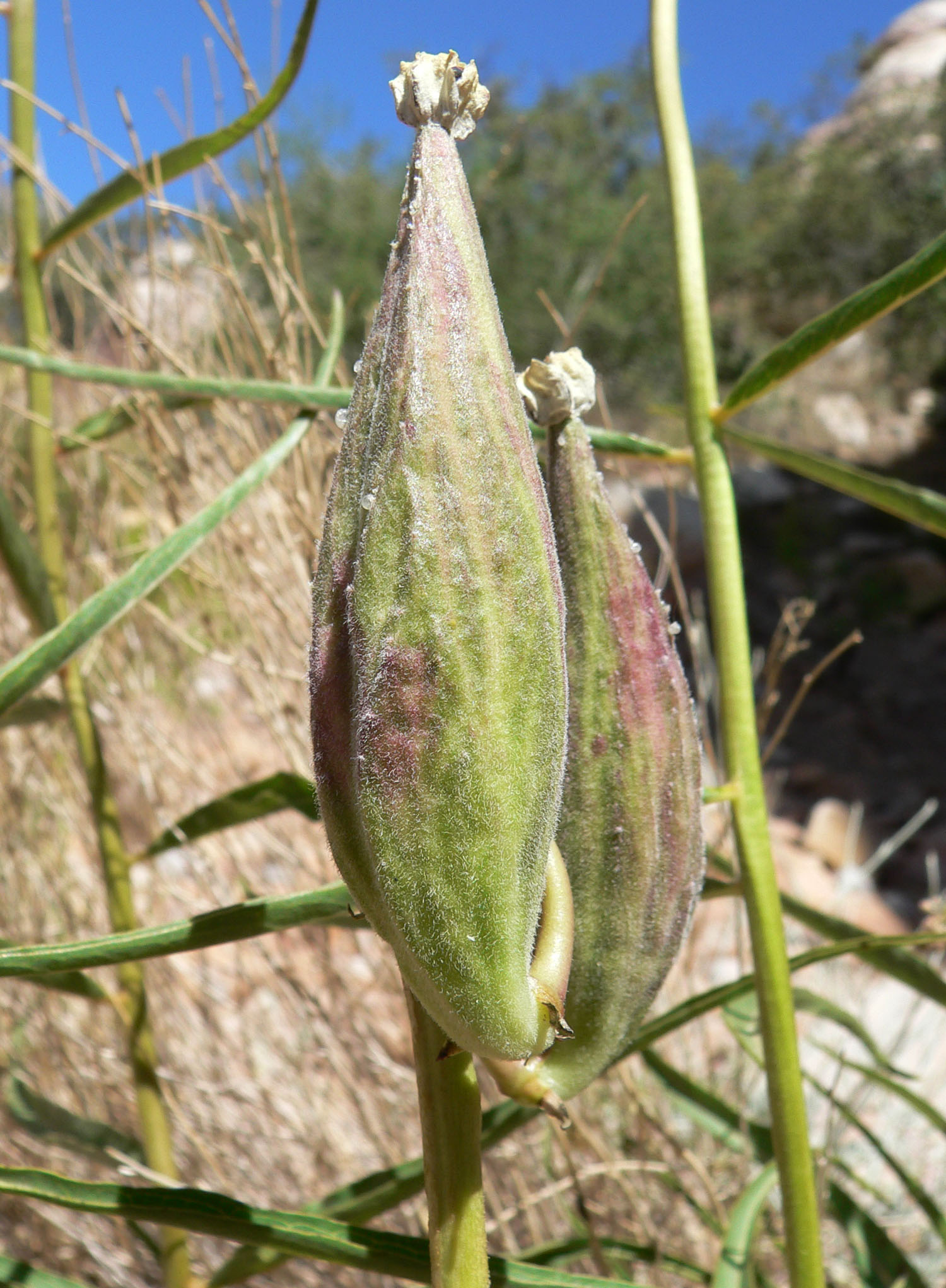
Detalle

## Descripción
Es una planta perenne que alcanza los 0,6-2 m de altura, con las flores agrupadas de color amarillo con tonos marrón. Florece de abril a junio, y le favorece la humedad y los suelos arenosos o rocosos.
Al igual que varias otras especies del género, A. asperula es un alimento para las orugas de la mariposa monarca.  Además, ser una fuente de nutrición para los mariposas, las plantas contienen alcaloides que son desagradables para los depredadores y venenosas. Por la misma razón, pueden ser venenosas para el ganado y otros animales, incluidos los seres humanos. 

## Taxonomía
Asclepias asperula fue descrita por (Decne.) Woodson  y publicado en Annals of the Missouri Botanical Garden 41(1): 193. 1954.
Variedades
- Asclepias asperula subsp. asperula (Decne.) Woodson.
- Asclepias asperula subsp. capricornu (Woodson) Woodson.[2]

Etimología
Asclepias: nombre genérico que Carlos Linneo nombró en honor de Esculapio (dios griego de la medicina), por las muchas aplicaciones medicinales que tiene la planta.
asperula: epíteto latino que significa "áspero".
Sinonimia
- Acerates asperula Decne.
- Asclepiodora asperula (Decne.) E.Fourn.	[4]

subsp. capricornu (Woodson) Woodson
- Anantherix decumbens Nutt.
- Asclepias asperula var. decumbens (Nutt.) Shinners
- Asclepias capricornu Woodson
- Asclepias capricornu subsp. occidentalis Woodson
- Asclepias decumbens (Nutt.) K.Schum.
- Asclepiodora decumbens (Nutt.) A.Gray